# Streptobacillus moniliformis
Streptobacillus moniliformis — факультативно анаеробна, грам-негативна бактерія, що росте у вигляді паличок або ланцюжків. Є патогеном людини і тварин, що спричинює стрептобацильоз. Чутлива до антибіотиків — пеніциліну, еритроміцину.